# Antipolo
Antipolo è una città componente delle Filippine, capoluogo della Provincia di Rizal, nella Regione di Calabarzon.
È situata circa 30 km a est della capitale del paese, Manila.
Antipolo è formata da 16 barangay:
- Bagong Nayon
- Beverly Hills
- Calawis
- Cupang
- Dalig
- Dela Paz (Pob.)
- Inarawan
- Mambugan
- Mayamot
- Muntingdilaw
- San Isidro (Pob.)
- San Jose (Pob.)
- San Juan
- San Luis
- San Roque (Pob.)
- Santa Cruz